# Francisco de Paula Coronado
Francisco de Paula Coronado y Álvaro (1870-1946) fue un bibliotecario, crítico, escritor y diplomático cubano.

## Biografía
Nació el 8 de enero de 1870. Natural de La Habana, uso por seudónimo «César de Madrid». Desempeñó el cargo de secretario de la Legación de Cuba en México (1902-1904). Entre sus publicaciones se encontraron unos Folletos literarios, frutos coloniales (Habana, 1891). Dirigió la Biblioteca Nacional de Cuba desde 1920 hasta su falecimiento, ocurrido el 30 de noviembre de 1946.